# Velfærdsteknologi
Velfærdsteknologi er brugerorienterede teknologier, der forsyner eller assisterer brugerne med én eller flere offentlige eller private velfærdsydelser og produkter. Velfærdsteknologi er teknologisk understøtning og forstærkning af fx tryghed, sikkerhed, daglige gøremål og mobilitet i den daglige færden i og uden for boligen. Velfærdsteknologien er især rettet mod ældre mennesker, personer med kroniske sygdomme samt borgere med handicap i forskellige former og grader. Fokus for velfærdsteknologierne er at sikre en bedre ressourceudnyttelse i forbindelse med velfærdsydelser og/eller at tilvejebringe en bedre kvalitet af disse ydelser for deres brugere.
Teknologisk set kan velfærdsteknologi eksempelvis være softwaresystemer, der bygger på og integrerer alarmer og sensorer. Det kan være softwareplatforme, som indgår i forskellige sammenhænge som eksempelvis intelligente hjælpemidler, intelligent tøj, lokaliseringsteknologier og intelligente boliger. Velfærdsteknologi kan ligeledes være sensorer og aktuatorer der indgår i velfærdsrobotter som eksempelvis rengøringsrobotter, exoskeletter til genoptræning, sociale robotter, robotter til støtte af funktionstab og lignende, og det kan være andre former for velfærdsorienterede robot- og automatiseringssystemer.
Velfærdsteknologi adskiller sig således fra den gængse opfattelse af teknologi indenfor velfærdsområdet som værende administrativ IT, som det der i kommunerne, i staten og i virksomheder bruges til styring, kontrol, dokumentation og planlægning. Velfærdsteknologi adskiller sig ligeledes fra arbejdskraftbesparende teknologier, hvor både teknologiområder og anvendelsesområder ikke er klart afgrænset, som for velfærdsteknologi, men hvor fokus også alene er på effekterne i forhold til besparelse og frisættelse af arbejdskraftressourcer.
Begrebet velfærdsteknologi er at betragte som et nyt paraplybegreb i en dansk kontekst. Paraplybegrebet dækker blandt andet det engelske begreb Ambient Assisted Living, under hvilket der eksempelvis foregår en række af projekter i EU-regi inden for især ældreområdet . Ambient Assisted Living kan ikke uden videre oversættes til dansk, hvilket har øget behovet for at finde et samlet begreb for hele området i en dansk kontekst. Andre teknologiområder som telemedicin og pervasive health care er endvidere omfattet af begrebet velfærdsteknologi.
Velfærdsteknologien omfatter således sundhedsområdets mange patientorienterede telemedicinske løsninger. Til forskel fra sundhedsområdets tilbud har velfærdsteknologien dog samtidig et forebyggende fokus på brugerens aktiviteter i hverdagslivet samt på den store mængde af sociale velfærdsydelser.
Velfærdsteknologi kan hjælpe og assistere især brugere af den offentlige service indenfor især social-, ældre-, handicap- og misbrugsområdet samt i forbindelse med alle former for sociale og sundhedsydelser. Som teknologiområde fremhæves det ofte, at velfærdsteknologi repræsenterer et betydeligt vækst og erhvervspotentiale for dansk industri og erhvervsliv. Denne opfattelse bygger igen ofte på betragtningen om, at det højt professionaliserede danske velfærdssystem udgør en stærk og attraktiv udviklingspartner på området for dansk erhvervsliv, samt at det danske velfærdssamfund fra et globalt perspektiv generelt betragtes som særdeles højtudviklet på både de værdimæssige perspektiver og i forhold til de konkrete ydelser. First mover fordele og samlet potentiale for danske erhvervsliv omkring velfærdsteknologi bliver på disse områder set som en parallel til perspektiverne i den danske succes med vindmølleteknologier og vindmøllevirksomheder .
Et eksempel på et velfærdsteknologisk projekt er EU projektet PERSONA . Odense Kommune repræsenterer Danmark i dette projekt i samarbejde med MedCom . Netværksorganisationen CareNet  samler danske aktører på området, og er omdrejningspunkt for en stor mængde af velfærdsteknologiprojekter . Aarhus Kommune har oprettet et sekretariat for velfærdsteknologi, der skal fremme brugen af velfærdsteknologi i kommunen.